# ヤヨイサンフーズ
株式会社ヤヨイサンフーズ（英:Yayoi Sunfoods Co.,Ltd.）は、東京都港区に本社を置く業務用冷凍食品・チルド食品を製造するマルハニチログループの企業。

## 概要
現在の新潟県長岡市に、宮畜産として設立。その後、日魯漁業（後のマルハニチロ食品）が資本参加。同社系の冷凍食品部門を手掛け、日魯新潟畜産さらに、ニチロサンフーズと商号を変更をした。
マルハニチログループの冷凍食品部門の再編で、2014年4月1日付でヤヨイ食品を吸収合併。株式会社ヤヨイサンフーズに改称し、本社を東京都に移転。

## 沿革
- 1962年 - 宮畜産株式会社として設立。
- 1966年 - 日魯漁業（現:マルハニチロ食品）が資本参加。
- 1969年 - 日魯新潟畜産株式会社に商号変更。
- 1994年 - 株式会社ニチロサンフーズに商号変更。
- 2000年 - 株式店頭公開（のちに、ジャスダック上場へ移行）。
- 2009年 - マルハニチロホールディングスの完全子会社となり、上場廃止。
- 2014年4月1日 - ヤヨイ食品株式会社を吸収合併し、株式会社ヤヨイサンフーズに商号変更。

## ヤヨイ食品株式会社
ヤヨイ食品株式会社（-しょくひん、英:YAYOI FOODS CO.,LTD）は、かつて存在した東京都港区に本社を置く業務用調理済み冷凍食品の製造・販売を行う企業。

### 概要
マルハニチロ食品の完全子会社。かつては伊藤忠商事の系列会社であった。
スーパーなどの惣菜売場で流れる「コロッケのうた」の権利は同社が所有している。

### 概略
1947年（昭和22年）6月、静岡県清水市（現：静岡市清水区）にて創業。1956年（昭和31年）11月には伊藤忠商事の系列会社となる。2000年（平成12年）3月に東京本社を設置し、後に本社機能は完全に東京へ移り、発祥の地である清水は冷凍食品の製造拠点のみとなる。
2012年（平成24年）6月 株式会社マルハニチロ食品の子会社になり、2013年（平成25年）6月には完全子会社化。伊藤忠商事との資本関係が無くなった。
2014年4月1日付で、マルハニチロホールディングス傘下のニチロサンフーズに吸収合併され、解散。同社の社名が、ヤヨイサンフーズに改称され、本社は消滅側であるヤヨイ食品本社跡地に設置される。

### 沿革
- 1947年6月27日 - 彌生交易株式会社として設立される。
- 1956年11月 - 伊藤忠商事株式会社の系列となる。
- 1959年3月 - 弥生食品株式会社へ商号変更。
- 1977年6月 - 現在のヤヨイ食品株式会社へ商号変更。
- 2000年3月 - 東京本社を設置。
- 2012年6月 - マルハニチロ食品の傘下入り。
- 2013年6月 - マルハニチロ食品の完全子会社化。
- 2014年4月1日 - マルハニチロホールディングスの完全子会社であるニチロサンフーズに吸収合併され、解散。